# Зеолити
Зеолитите са голяма група минерали, които представляват водни алумосиликати предимно на натрия и калция и по-рядко на калия или бария. Характеризират се със способността си да отдават и отново да поглъщат т.нар. зеолитова вода, в зависимост от температурата и влажността на околната среда. Друго важно тяхно свойство е подчертаната им способност за йонен обмен, позволявайки им селективно да отделят и отново да приемат молекулите и йоните на различни вещества, в зависимост от тяхната големина. Каналите в структурата на различните зеолитови минерали са с различни форми и размери и могат да пропускат едни и да задържат други градивни частици. Това основно свойство превръща зеолитите в природни молекулни сита.
Познати са около 40 природни минерала със зеолитови свойства и повече от 1400 синтетични. Класическите зеолити са класифицирани през 1756 година от шведския минералог Аксел Фредрик Кронщед (Axel Fredrik Cronstedt). Наименованието им е дадено от него и се дължи на факта, че при нагряване кипят с бурно отделяне на зеолитова вода. Названието е комбинация от гръцките думи зео (zéō), означаващо „кипя“ и литос (λίθος) със значение „камък“.
Прието е минералите със зеолитоподобен скелет и зеолитови свойства, но различни от класическия тип, да се означават като зеолитоиди. Много пъти обаче като зеолити се разглеждат алумосиликати с тримерен тетраедричен скелет, в състава на който освен алуминий и силиций влизат фосфор, берилий или други химични елементи, които са в тетраедрично обкръжение по отношение на кислорода. В някои случаи кислородът може да бъде заместен от хидроксилна група. При тези условия, понякога за зеолити се приемат голям брой минерали, които по състав и условия на образуване се отличават значително от класическите.

## Морфология
Зеолитовите минерали са в метастабилно състояние, когато се образуват в зоната на устойчивост на фелдшпатите и кварца. Формират се като устойчиви фази извън това поле, в температурния интервал 250°-100 °С. В седиментни скали те могат да се образуват и при обикновени условия. Такива са дълбокоморските дънни находища от типа на филипсита и отлаганията им в някои езера с повишена соленост.
По произход зеолитовите минерали са преобладаващо хидротермални, свързани с вулканичната дейност, главно във вид на туфи и туфити. Голяма група зеолити са седиментогенни, получени при промяна на тези видове под въздействието на диагенетни процеси, представляващи уплътняване на утайките при високо налягане и сравнително ниски температури. Зеолити се образуват и в късния стадий на пегматитовия процес, като са като последни образувания, насложени върху по-рано формирани минерали. В много случаи вулканичните зеолити оформят най-външната зона на оловно-цинкови, медни и други сулфидни минерали, поради което могат да се използват като индикатори за съответното рудно образувание.
По принцип зеолитите са вторични продукти, получени от промяната и хидратирането на алкални алуминиеви силикати като фелдшпати, левцит, нефелин и други. Те кристализират при подходяща среда в плитки морски басейни за периоди, вариращи от хиляди до милиони години. Почти винаги се срещат в жилите или върху стените на скални пукнатини, най-често с вулканичен произход, по които са били насложени от циркулиращите води. Всички са добре кристализирали, а някои от тях формират сложни кристали и атрактивни минерални екземпляри.
Зеолитите, съдържащи калций кристализират при относително по-високи температури от тези, съдържащи натрий. Повишаването на алкалността съдейства за формирането на зеолити, бедни на SiO2. Зеолитите, съдържащи висок процент алуминий, се образуват в сравнително по-ограничен температурен интервал, но в по-широк диапазон на налягането. Тези с повече силиций, кристализират при по-широк интервал на температурата и при по-ограничени стойности на налягането.

## Структура
Структурата на зеолитовите минерали е пореста и има пръстеновиден характер. Характерни при нискосилициевите (високоалуминиеви) зеолити са пръстените, съставени от 4 тетраедъра, при високосилициевите – от 5 тетраедъра, а междинните представители се характеризират с пръстени от 6 тетраедъра. Отворите (каналите) в структурата са оформени от пръстени, включващи 8, 10 или 12 тетраедъра. Например, терминът „10-пръстен“ се отнася до затворен кръг, който е изграден от 10 тетраедърно координирани силициеви (или алуминиеви) атома и 10 кислородни атома. Тези пръстени не винаги са идеално симетрични, а обхванатите от тях отвори не са строго цилиндрични.
Алкалните и алкалоземните катиони и водните молекули се разполагат в тези големи отвори в структурата на минерала. Различните зеолити имат празнини с различни размери в структурата си, което ги прави ценни за разграничаването на различно големи молекули, обикновено на органични съединения. Поради това те служат като молекулни сита, като изследваните съединения се прекарват през тях. Това им качество се дължи на способността им избирателно да сортират молекулите по техния размер. Максималният размер на молекулните или йонни видове, които могат да влизат в отворите на зеолита, се контролира от размерите на тези отвори.
Нискосилициевите зеолити са от преобладаващо аксиален тип, а високосилициевите – от планарен. Както при фелдшпатите, така и при зеолитите, даден вид може да бъде с изменяща се симетрия, в зависимост от разположението на катионите в алумосиликатния тетраедричен скелет. Типичен в това отношение е аналцимът, симетрията на който може да бъде много разнообразна.

## Химичен състав и свойства
Независимо от сравнително простия качествен състав, зеолитовите минерали се отличават с усложнен химизъм, както поради силно вариращите количествени отношения между основните им компоненти, така и заради съдържанието на водни молекули в състава им. Като главни катиони в състава на зеолитите участват Ca, Na, K, Ba, Sr, Cs, Mg, Li. Общата формула на тези минерали е (Ca, Sr, Ba, Na2, K2) Al2Si2 – 10 O8 – 24.(2 – 8 H2O). При това, отношението Al:Si закономерно се изменя скокообразно, въпреки че са възможни и известни отклонения, особено при по-богатите на силиций представители. При тях се установява и по-широко изоморфно заместване между интраскелетните катиони.
Освен фелдшпатовия тип заместване Na+Si4 ⇄ Ca2+Al3+, при зеолитовите минерали често се наблюдава обменното заместване Na2+ ⇄ Ca2+, K2+ ⇄ Ba2+ и доста по-рядко заместване от вида Na+Al3+ ⇄ Si4+.
Зеолитите се отличават от фелдшпатите по по-слабо свързаните алкални и алкалоземни катиони, както и по наличието на водни молекули. Последните могат да бъдат отстранени, без да се наруши структурата на минерала, като при този процес се отделя зеолитова вода.
Високосилициевите зеолити обикновено са с по-голямо съдържание на водни молекули и отделят водата си при по-ниски температури – около 150 °С. Високоалуминиевите, които съдържат по-малко на брой водни молекули се обезводняват при по-високи температури – около 500 °С.
Важно свойство на зеолитовите минерали е способността им да обменят слабо свързаните си катиони. Например пермутитите, които служат за омекотяване на водата, представляват изкуствени натриеви зеолити. Поставени в твърда вода те поемат калция от нея и отделят натрия от структурата си. Въпреки порестата си структура, зеолитите се отличават с висока киселиноустойчивост и термоустойчивост.

## Физични свойства
Зеолитовите минерали обикновено са бели или безцветни, но при наличие на примеси могат да бъдат оцветени в розово, кафяво, червено, по-рядко и в други цветове. Често оформят радиалнолъчисти или люспести агрегати, съобразно с типа на кристалната структура и с морфологията на индивидуалните кристали в тях.
- Твърдост по скалата на Моос – варира от 3,5 до 5,5[5]
- Плътност – 2 – 2,4[5]
- Цепителност – разнообразна[5]
- Блясък – стъклен[5]
- Кристална структура – повечето са монокристални, но има и такива с орторомбична, хексагонална и изометрична структура.[5]
- Показател на пречупване – разнообразен[5]
- Свързани минерали – калцит, пектолит, датолит, пренит, кварц и други зеолити[5]

Хабитусът им се колебае от влакнест при нискосилициевите зеолити, през псевдоизометричен до люспест при високосилициевите.
Според вида на хабитуса си, зеолитите се делят на три типа:
- влакнести – натролит, мезолит, томсонит, сколецит, ломонтит, гонардит, едингтонит, морденит, ерионит, жисмондин, фериерит и други
- люспести – стилбит, хейландит, брюстерит и други
- псевдоизометрични – хабазит, филипсит, хармотом, фоязит (фожазит), гмелинит, дакиардит и други

## Систематика
Пръстеновидният характер на зеолитовите структури се използва от някои автори за структурно систематизиране на тези минерали, при което се взимат под внимание начинът на свързване и броят на 4, 5 и 6-членните пръстени.
Систематика според структурата (българските наименования на минералите са дадени заедно с техния международно използван код):

### Асоциация от предимно натриево-калциеви зеолити
Аксиални (верижни или А-тип)
- Натролитова група

Натролит – NAT
Гонардит – GON
Мезолит – MES
Томсонит – THO
Сколецит – SCO
- Ломонтитова група

Ломонтит – LAU
- Морденитова група

Морденит – MOR
Дакиардит – DAC
Фериерит – FER
Ерионит – ERI
Офретит – OFF
Планарни (слоести или Р-тип)
- Стилбитова група

Стилбит – STI
Стелерит – STE
Гускрикит – GOO
Хейландит – HEU
Барерит – BAR
Епистилбит – EPI
Югаваралит – YUG
Коулсит – COW
Псевдоизометрични и изометрични (I-тип)
- Жисмондинова група

Жисмондин – GIS
Гобинсит – GOB
Гаронит – GAR
Партеит – PAR
- Хабазитова група

Хабазит – CHA
Гмелинит – GME
Левин – LEV
Уилхендерсонит – WIL
- Аналцимова група

Аналцим – ANA
Вайракит – WAI
Полуцит – POL
Фоязит – FAU
Паулингит – PAU

### Асоциация от предимно калиево-бариеви зеолити
Аксиални (верижни или А-тип)
Едингтонит – EDI
- Мацитова група

Мацит – MAZ
Перлиалит – PER
Планарни (слоести или Р-тип)
- Брюстеритова група

Брюстерит – BRE
Псевдоизометрични и изометрични (I-тип)
- Амицитова група

Амицит – AMI
- Филипситова група

Филипсит – PHI
Хармотом – HAR
Мерлиноит – MER

## Находища
Естествените зеолитни депозити рядко са чисти и обикновено са смесени в различна степен с други минерали. Срещат се най-често в близост до вулкани, особено такива, които се намират край солен воден басейн или на остров. След изригването им, част от лавата и вулканичната пепел се наслагват на морското дъно. Зеолитите се формират благодарение на химичната реакция, при която вулканичните продукти влизат в съприкосновение със солената вода. Подобни реакции се осъществяват и при алкални подпочвени води. Най-често срещаните природни зеолити са птилолит, хейландит, филипсит, хармотом, стилбит, ломонтит, сколецит, натролит, томсонит, хабазит и аналцит.
- Стилбит – Известни находища има в Пуна в Индия, на остров Скай от архипелага Вътрешни Хебриди, Килпатрик в Шотландия, Исландия и Нова Скотия в Канада.[5]
- Хабазит – Сериозни като обем депозити на хабазит се намират на Фарьорските острови, Гренландия и Исландия, в местността Пътят на великаните в Ирландия, Усти над Лабе в Бохемия, Нова Скотия и други.[5]
- Аналцит – Изящни кристали от аналцит са открити в Берген Хил в Ню Джърси, района на планината Тейбъл в Колорадо, на нос Бломидън в Нова Скотия, край остров Сицилия, в Тирол, на Фарьорските острови и в Исландия.[5]
- Натролит – Известни местности, богати на натролит са тези край Усти над Лабе и Теплице в Бохемия, планината Пюи дьо Дом в Централна Франция, Fassathal в Тирол, край миньорския град Капник в Унгария, на различни места в Нова Скотия, Берген Хил в Ню Джърси и други.[5]

В САЩ зеолитни депозити са открити в Аризона, Калифорния, Айдахо, Невада, Ню Мексико, Орегон, Тексас и Уайоминг. Зеолитите в тях са хабазит, клиноптилолит, ерионит, морденит и филипсит.
В България, в Североизточните Родопи има 6 находища на зеолити – ”Бели пласт”, „Горна крепост“, „Мост“, „Голобрадово“, „Лясковец“ и „Белият баир“. Главните зеолитни минерали в тях са клиноптилолит и морденит. Находището „Мост“ е изградено от резедави до розови на цвят зеолитни скали с главен минерал клиноптилолит (80%). Зеолитите са представени от три химични типа – натриев, калциев и калиев. В България богати находища на зеолита клиноптилолит са открити още край селата Седловина и Бели пласт в района на Кърджали.

## Производство
За добиването на зеолитите се използват конвенционални отворени техники в открити мини. Горният почвен слой се отстранява, за да се получи достъп до рудата. Добива се по два начина – като се взриви или се изкопае. Изгребва се с помощта на роторни багери. Преработва се като се мачка, суши и смила. Смляната руда се сортира в зависимост от големината на частиците и се превозва в торби или в насипно състояние.
Голямото наличие на скали, богати на зеолити, и ниската производствена цена на преработката им, са предпоставки за тяхното мащабно използване. Намират се в големи количества на всички континенти. Годишното производство в света на природен зеолит за 2010 година е между 2,8 и 3,3 милиона тона, но производствените данни за някои страни не са общодостъпни. Основните производители на различни видове зеолити са:
- Китай – 1,75 до 2,25 милиона тона
- Йордания – 400 до 450 хиляди тона
- Южна Корея – 160 до 170 хиляди тона
- Япония – 150 до 160 хиляди тона
- Турция – 100 хиляди тона
- Словакия – 90 хиляди тона
- САЩ – 59 хиляди тона
- Украйна – 20 до 40 хиляди тона
- Унгария – 20 до 30 хиляди тона
- Куба – 25 хиляди тона
- Нова Зеландия – 17 до 20 хиляди тона
- България – 15 хиляди тона
- Република Южна Африка – 10 до 15 хиляди тона
- Австралия – 5 до 10 хиляди тона
- Испания – 5 до 10 хиляди тона
- Русия – 5 до 10 хиляди тона
- Канада – от 3 до 5 хиляди тона
- Гърция – от 3 до 5 хиляди тона
- Италия – от 3 до 5 хиляди тона
- Филипините – от 3 до 5 хиляди тона
- Мексико – 1000 тона
- Индонезия – 400 – 500 тона

## Употреба
Широката употреба на зеолитите се дължи на двете им основни свойства, които ги отличават от всички останали минерали – селективното пропускане на молекули с различна големина и лесното осъществяване на йонен обмен.

### Промишленост
Адсорбционните свойства на зеолитите се използват за почистване на емисии от парникови газове. Особено ефективно е използването им за намаляване на емисиите на серен диоксид и амоняк в химическата промишленост, като усвояването на серен диоксид е не по-малко от 15%. Според изследвания на американската корпорация Union Carbide използването на природни зеолити за тази цел е изгодно и от икономическа гледна точка.
Зеолити се ползват и за пречистване на отпадъчни газове с концентрация на живак до 10 mg/m3, като необходимото време за контакт между тях е само 0,05 секунди. Отпадъчни води, съдържащи амини, се прочистват със зеолити до 90%.
Минералите от тази група се използват успешно в производството на циментова каша за оборудването на нефтени и газови кладенци.
Проучванията показват висока ефективност на зеолитите като пълнители, вместо тебешира, в производството на изкуствени кожи (галантерия, обувки, тапицерия, облекло, битови нужди). Могат да се използват в производството на хартия и картон, като се създава нов материал, който заляга в основата на картоните за опаковка на плодове и зеленчуци като ги предпазват по-добре.

### Ядрена индустрия
Тъй като зеолитите притежават микропореста структура и действат като молекулно сито, те привличат и задържат някои йони, а други преминават свободно през тях. Това позволява на много продукти на деленето да бъдат ефективно отстранени от ядрените отпадъци. По този начин токсичните вещества трайно се прочистват. Много важни са и минералните свойства на зеолитите – алуминиево-силикатната им конструкция е изключително издръжлива и устойчива на радиация, дори и в пореста форма.
Зеолитите се използват също и за неутрализирането на радиоактивни течности. Пречистват ги от йоните на тежки метали, което ги прави незаменими при третиране на замърсени с радиация води. След аварията във Фукушима през 2011 година, около ядрената електроцентрала и в морските води в близост до нея са разпръснати хиляди чували със зеолитен пясък за да се намалят максимално високите нива на радиоактивен цезий.
Зеолитите реагират бързо с цимента и стъклото, което дава възможност за получаване на по-здрав бетон за хранилищата на радиоактивни материали. Значителна изследователска работа в тази област е била извършена през последните 15 – 20 години в страни като САЩ, Русия, Канада, България, Франция, Германия, Великобритания и Япония.

### Топлинна енергия
През 2012 година немският институт „Фраунхофер“ във Франкфурт на Майн съобщава, че използвайки зеолити, е разработен нов тип технология за производство на биогаз за дългосрочно съхранение на енергия при плътност 3,57 пъти по-голяма от тази на водата. Използва се фактът, че един грам от зеолитовите гранули може да има площ до 1000 квадратни метра. При тази технология контейнерите за съхранение са с четирикратно по-малък обем от този на резервоарите за вода. Освен това новата технология прави възможно топлината да се съхранява без загуби в продължение на дълги периоди от време. Когато зеолитът влезе в контакт с водни пари, той ги адсорбира в порите си, влизайки във физикохимична реакция, която генерира топлина. Това, което се съхранява, е потенциалът да се адсорбира вода и при този процес да се произвежда топлина. Добре изсушените зеолити, възпрепятствани да влизат в контакт с вода, могат да се съхраняват за неограничено дълъг период от време и с много по-малък обем.

### Строителство
Зеолитите се използват от древни времена като строителен камък, а в наше време – и като изолационен материал с ниска плътност.
Синтетични зеолити се използва като добавка в процеса на производство на асфалт. За първи път това се извършва в Германия през 1990 година. Използва се за намаляване на температурата по време на производството и полагането на асфалта, което води до по-ниско потребление на изкопаеми горива. По този начин се освобождават по-малки количества въглероден диоксид, аерозоли и изпарения. Смесването на синтетичния зеолит с горещ асфалт повишава уплътнителните свойства на сместа и намалява вероятността нанесената настилка да се изметне, надуе или разруши в студено време.
Зеолити се използват и като добавка към цимента при необходимост от намаляване на срока за втвърдяване, като леко повишават марката му. Особено подходящи са за производството на хидравличен цимент, при който изискванията за химическа устойчивост към околната среда са завишени. За производството на бетон с висока якост се ползва смес от цимент и добавки, съдържащи 60% клиноптилолит и морденит.
В някои случаи зеолитови минерали се ползват за вътрешни облицовки на помещения, както по естетически причини, така и поради свойствата им на обезмирисител и пречиствател на въздуха.

### Земеделие
Зеолитите, главно природния минерал клиноптилолит, се ползват в земеделието за регулиране състава на почвите, като осигуряват бавното отделяне на калий, обогатяват ги с Mn, Mg, Fe, As, Co и намаляват отмиването на азота. Увеличават ефективността на гранулираните торове и намаляват слепването им. При овощните градини се използват за понижаването на съдържанието на нитрати в плодовете и повишаване на добивите.
Ползват се и като водни модератори, които абсорбират вода до 55% от теглото си, след което бавно я отделят под корените на растенията. Така растенията се напояват равномерно и рискът от загниване е сериозно намален.

### Животновъдство
Зеолитите се използват като добавка към храната на домашните животни, тъй като увеличават живата маса на новородените и техния прираст. При кравите способстват за увеличаване на млеконадоя, при овцете – за количеството и здравината на настригана вълна, при птиците – за увеличаване на масата и носливостта.
В качеството си на обезмирисител е особено ефективен при помещения, обитавани от домашни животни.

### Медицина
Някои от зеолитите, подобно на хумата, се прилагат за лечение, като се използва свойството им на фино сито, което задържа в себе си вещества с определена големина на молекулите, а пропуска други. По този начин организмът може да се прочисти от някои отровни вещества. Това им въздействие се дължи на подчертаната им способност за катийонен обмен с калция, магнезия, натрия и калия. Абсорбират амоняка, някои органични съединения, радиоактивни елементи като цезий 134, цезий 137, стронций 90, а също и някои тежки метали – олово, цинк, хром и други.

### Битови нужди
Зеолитите намират широко приложение като йонообменни средства за пречистване на питейната вода, отнемайки от нея част от вредните примеси. Натриеви зеолити, поставени във варовита вода с високо съдържание на калций, могат да заменят натрия в структурата си с калция от водата и така да я омекотят. Използват се като филтри и в пречиствателните станции, тъй като практически адсорбират почти всички тежки метали, както и някои радиоактивни вещества като стронция и цезия.
Влизат в състава на пастите за зъби, перилните и почистващи препарати, като заместват омекотителите и фосфатите. В световен мащаб за перилни препарати се използват около 1,44 милиона тона зеолити годишно. Ползват се и като обезмирисители, тъй като неутрализират различни ароматни субстанции. Добавят се в различни видове сокове, зехтини, захарни разтвори, вина и други за да ги пречистят от примеси. Използват се и в производството на шоколадови изделия и маргарини.
В миналото са внасяли поднос със счукан зеолитов минерал в помещенията, в които се пуши, за да се неутрализира миризмата от цигарения дим.

### Домашни любимци
Зеолити се добавят в храната на домашни животни с цел подобряване на здравословното им състояние. Причина за това им въздействие е наличието в тях на лесно усвоими форми на калций, натрий, калий и различни микроелементи.
Котешката тоалетна, в която частиците не се слепват, често се прави от зеолитовия минерал диатомит. Благодарение на уникалните си свойства, той адсорбира амоняка и неутрализира неприятните миризми.
Зеолитите се използват и като филтри за поддръжка на аквариумите, където адсорбират амоняка и други азотни съединения и пречистват водата от вируси и бактерии. Освен това увеличават двукратно продължителността на цикъла на филтриране. Поради високия афинитет на някои зеолити към калция, в твърда вода те не са достатъчно ефективни. Използват се и за филтрация в някои морски аквариуми с корали, обитаващи слабо калорични води, за да се поддържа ниска концентрация на хранителни вещества.

## Групата на зеолитовите минерали
- Алфларсенит (Alflarsenite) – NaCa2Be3Si4O13(OH).2H2O
- Амичит (Amicite) – K2Na2Al4Si4O16.5H2O
- Амониолевцит (Ammonioleucite) – (NH4,K)(AlSi2O6)
- Аналцим (Analcime) – Na2(Al2Si4O12).2H2O
- Барерит (Barrerite) – (Na,K,Ca0,5)2[Al2Si7O18].7H2O
- (Bellbergite) – (K,B,Sr)2Sr2Ca2(Ca,Na)4[Al3Si3O12]6.30H2O
- Бикитаит (Bikitaite) – LiAlSi2O6.H2O
- Богсит (Boggsite) – Ca8Na3(Si,Al)96O192.70H2O
- Брюстерит (Brewsterite)

– Брюстерит-Ba – (Ba,Sr)[Al2Si6O16].5H2O
– Брюстерит-Sr – (Sr,Ba,Ca)[Al2Si6O16].5H2O
- Вайракит (Wairakite) – Ca(Al2Si4O12).2H2O
- Вейнебенеит (Weinebeneite) – CaBe3(PO4)2(OH)2.4H2O
- Венкит (Wenkite) – (Ba,K)4(Ca,Na)6[(SO4)3|(Si,Al)20O39(OH)2].0,5H2O
- Гаронит (Garronite) – Na2Ca5Al12Si20O64.27H2O
- Гмелинит (Gmelinite)

– Гмелинит-Ca – (Ca,Na2)[Al2Si4O12].6H2O
– Гмелинит-K – (K2Na2Ca)[Al2Si4O12].6H2O
– Гмелинит-Na – (Na2Ca)[Al2Si4O12].6H2O
- Гобинсит (Gobbinsite) – Na4(Ca,Mg,K2)Al6Si10O32.12H2O
- Голтит (Gaultite) – Na4Zn2Si7O18.5H2O
- Гонардит (Gonnardite) – (Na,Ca)2(Si,Al)5O10.3H2O
- (Gottardiite) – Na3Mg3Ca5Al19Si117O272.93H2O
- Гускрикит (Goosecreekite) – Ca[Al2Si6O16].5H2O
- Дакиардит (Dachiardite)

– Дакиардит-Ca – (Ca,Na2K2)5Al10Si38O96.25H2O
– Дакиардит-Na – (Na2Ca,K2)5Al10Si38O96.25H2O
- Диренцоит (Direnzoite) – NaK6MgCa2(Al13Si47O120).36H2O
- Едингтонит (Edingtonite) – Ba[Al2Si3O10].4H2O
- Епистилбит (Epistilbite) – CaAl2Si6O16.5H2O
- Ерионит (Erionite)

– Ерионит-Ca – (Ca,K2,Na2)2[Al4Si14O36].15H2O
– Ерионит-K – (K2,Ca,Na2)2[Al4Si14O36].15H2O
– Ерионит-Na —(Na2,K2,Ca)2[Al4Si14O36].15H2O
- Жисмондин (Gismondine)

– Жисмондин-Ba – Ba2Al4Si4O16.4-6H2O
– Жисмондин-Ca – CaAl2Si2O8.4H2O
- Клиноптилолит (Clinoptilolite)

– Клиноптилолит-Ca – (Ca,Na,K)2 – 3Al3(Al,Si)2Si13O36.12H2O
– Клиноптилолит-K – (K,Na,Ca)2 – 3Al3(Al,Si)2Si13O36.12H2O
– Клиноптилолит-Na – (Na,K,Ca)2 – 3Al3(Al,Si2Si13O36.12H2O
- Коулсит (Cowlesite) – CaAl2Si3O10.6H2O
- Левин (Levyne, Lévyne)

– Левин-Ca – (Ca,Na2K2)[Al2Si4O12].6H2O
– Левин-Na – (Na2,Ca,K2)[Al2Si4O12].6H2O
- Левцит (Leucite) – K(AlSi2O6)
- Ловдарит (Lovdarite) – (Na,K,Ca)4(Be,Al)2Si6O16.4H2O
- Ломонтит (Laumontite) – CaAl2Si4O12.4H2O
- Марикопаит (Maricopaite) – Pb7Ca2(Si,Al)48O100.32H2O
- Мацит (Mazzite)

– Мацит-Mg – K2Mg2Ca1,5Al9,5Si26,5O72.28H2O
– Мацит-Na – Na4[Al4Si14O36]2.30H2O
- Мезолит (Mesolite) – Na2Ca2Si9Al6O30.8H2O
- Мерлиноит (Merlinoite) – (K,Na)5(Ca,Ba)2Al9Si23O64.23H2O
- Монтесомаит (Montesommaite) – (K,Na)9Al9Si23O64.10H2O
- Морденит (Mordenite) – (Na2,Ca,K2)Al2Si10O24.7H2O
- (Mutinaite) – Na3Ca4Si85Al11O192.60H2O
- Набесит (Nabesite) – Na2BeSi4O10.4H2O
- Натролит (Natrolite) – Na2Al2Si3O10.2H2O
- Офретит (Offretite) – KCaMgAl5Si12O36.16H2O
- Пахасапаит (Pahasapaite) – Li8(Ca,Li,K)10,5Be24(PO4)24.38H2O
- Паранатролит (Paranatrolite) – Na2Al2Si3O10.3H2O
- Партеит (Partheite, Parthéite) – CaAl2Si2O8.2H2O
- Паулингит (Paulingite)

– Паулингит-Ca – (Ca,K2,Na2,Ba)5[Al10Si35O90].45H2O
– Паулингит-K – (K2,Ca,Na2,Ba)5[Al10Si35O90].45H2O
– Паулингит-Na – (Na2,K2,Ca,Ba)5[Al10Si35O90].45H2O
- Перлиалит (Perlialite) – K9Na(Ca,Sr)[Al2Si4O12]6.15H2O
- Полуцит (Pollucite) – (Cs,Na)2(Al2Si4O12).2H2O
- Роджианит (Roggianite) – Ca2Be(OH)2Al2Si4O13.2,5H2O
- Сколецит (Scolecite) – CaAl2Si3O10.3H2O
- Стелерит (Stellerite) – Ca[Al2Si7O18].7H2O
- Стилбит (Stilbite)

– Стилбит-Ca – NaCa4[Al9Si27O72].nH2O
– Стилбит-Na – (Na,Ca,K)6 – 7[Al8Si28O72].nH2O
- Терановаит (Terranovaite) – (Na,Ca)8(Si68Al12)O160.29H2O
- Томсонит (Thomsonite)

– Томсонит-Ca – NaCa2[Al5Si5O20].6H2O
– Томсонит-Sr – Na(Sr,Ca)2[Al5Si5O20].7H2O
- Черничит (Tschernichite) – (Ca,Na2)[Al2Si4O12].4-8H2O
- Чортнерит (Tschörtnerite) – Ca4(Ca,Sr,K,Ba)3Cu3[(OH)2|Al3Si3O12]4.nH2O
- Уилхендерсонит (Willhendersonite) – KCa[Al3Si3O12].5H2O
- Фериерит (Ferrierite)

– Фериерит-K – (K2,Na2,Mg,Ca)3 – 5Mg[Al5 – 7Si27,5 – 31O72].18H2O
– Фериерит-Mg – (Mg,Na2,K2,Ca)3 – 5Mg[Al5 – 7Si27,5 – 31O72].18H2O
– Фериерит-Na – (Na2,K2,Mg,Ca)3 – 5Mg[Al5 – 7Si27,5 – 31O72].18H2O
- Филипсит (Phillipsite)

– Филипсит-Ca – (Ca0,5K,Na,Ba0,5)[Al47Si12 – 9O32].12H2O
– Филипсит-K – (K,Na,Ca0,5,Ba0,5)[Al47Si12 – 9O32].12H2O
– Филипсит-Na – (Na,K,Ca0,5,Ba0,5)[Al47Si12 – 9O32].12H2O
- Флоркеит (Florkeite, Flörkeite) – (K2Ca2Na)[Al8Si8O32].12H2O
- Фожасит (Faujasite)

– Фожасит-Ca – (Ca,Na2,Mg)3,5[Al7Si17O48].32H2O
– Фожасит-Mg – (Mg,Na2,Ca)3,5[Al7Si17O48].32H2O
– Фожасит-Na – (Na2,Ca,Mg)3,5[Al7Si17O48].32H2O
- Хабазит (Chabazite, Chabasite)

—Хабазит-Ca – (Ca,K2,Na2)2[Al2Si4O12]2.12H2O
– Хабазит-K – (K2,Ca,Na2Sr,Mg)2[Al2Si4O12]2.12H2O
– Хабазит-Mg – (Mg0,7K0,5Ca0,5Na0,1)[Al3Si9O24].10H2O
– Хабазит-Na – (Na2,K2,Ca,Sr,Mg)2[Al2Si4O12]2.12H2O
– Хабазит-Sr – Sr2[Al2Si4O12]2.12H2O
- Хармотом (Harmotome) – (Ba0,5Ca0,5,K,Na)5[Al5Si11O32].12H2O
- Хейландит (Heulandite)

– Хейландит-Ba – (Ba,Ca,K,Na,Sr)5Al9Si27O72.22H2O
– Хейландит-Ca – (Ca,Na)2 – 3Al3(Al,Si)2Si13O36.12H2O
– Хейландит-K – (K,Na,Ca)2 – 3Al3(Al,Si)2Si13O36.12H2O
– Хейландит-Na – (Na,Ca))2 – 3Al3(Al,Si)2Si13O36.12H2O
– Хейландит-Sr – (Sr,Na,Ca)2 – 3Al3(Al,Si)2Si13O36.12H2O
- Хсиангхуалит (Hsianghualite) – Ca3Li2(Be3Si3O12)F2
- Чиавенит (Chiavenite) – CaMnBe2Si5O13(OH)2.2H2O
- Югаваралит (Yugawaralite) – CaAl2Si6O16.4H2O